# Paraputo leveri
Paraputo leveri är en insektsart som först beskrevs av Green 1934.  Paraputo leveri ingår i släktet Paraputo och familjen ullsköldlöss. Inga underarter finns listade i Catalogue of Life.